# Margaux Bonhomme
Margaux Bonhomme, o Tatiana Margaux Bonhomme, nascuda a París el 1974, és una directora de fotografia i directora de cinema francesa.

## Biografia
Margaux Bonhomme, nascuda a París el 1974, va aprendre fotografia i reportatge a la London Film School. És directora de fotografia de diverses pel·lícules, després es va convertir en directora. Un Certain Dimanche, el seu primer curtmetratge realitzat l'any 2009, narra una història d'amor entre dues joves adolescents.
El 2012, La Voix de Kate Moss qüestiona la imatge de la dona a la publicitat. L'any 2011, el documental Bel Canto segueix un jove discapacitat que vol convertir-se en cantant. El 2018, a Marche ou crève, el seu primer llargmetratge de ficció, Margaux Bonhomme s'inspira en la seva pròpia història per parlar de les discapacitats múltiples.
La seva pel·lícula Marche ou crève va guanyar el premi del públic al festival internacional de cinema de la ciutat de Mons.
El 2024, va adaptar la novel·la Nos vies en l'air de Manon Fargetton a una sèrie de televisió emesa des del  25 d'octubre de 2024 a France.tv Slash. És coguionista de la sèrie de vuit capítols amb Victor Lockwood.

## Filmografia

### Director
- 2009 : Un certain dimanche (curtmetratge, 13 min).[12]
- 2012 : La Voix de Kate Moss (curtmetratge, 16 min).[13][14][15]
- 2018 : Marche ou crève[16][17][18]

### Director de fotografia
- 2004 : T.I.C. - Trouble involontaire convulsif de Philippe Locquet
- 2004 : The Life Aquatic with Steve Zissou de Wes Anderson - director addicional de fotografia (equip de Marineland d'Antibes)
- 2006 : Contresens de Pierre-Alfred Richard (curtmetratge, 21 min)
- 2006 : Demande pas la lune ! de Gilles Maillard (curtmetratge, 38 min)
- 2006 : Ming d'or de Jennifer Devoldère (curtmetratge, 14 min)

### Guionista
- 2024 : Nos vies en l'air de Jonathan Cohen-Berry i Anthony Jorge (coguionista amb Victor Lockwood)

## Distincions
- Festival Internacional de Cinema de Saint-Jean-de-Luz, premi a l'actriu femenina, 2018, per Marche ou crève.[19][20]
- Prix Sélection Lycées al 12è Festival du film court francophone de Vaulx-en-Velin, per Un Certain dimanche[12]
- Premi especial del jurat al Fest'Afilm de Montpeller, per La Voix de Kate Moss.[15]